# Serviço Florestal Brasileiro
Serviço Florestal Brasileiro (SFB) é uma unidade da estrutura básica do Ministério do Meio Ambiente e Mudança do Clima, de acordo com as modificações promovidas pela Lei nº 14.600/2023. Anteriormente, o Órgão estava vinculado ao Ministério da Agricultura, Pecuária e Abastecimento, de acordo com as modificações promovidas pelo artigo 22, VI da Medida Provisória nº 870/2019. Mas a origem do SFB ocorreu no Ministério do Meio Ambiente, por disposição do artigo 54 da Lei nº 11.284/06.
Seu objetivo principal é a gestão das reservas naturais, em especial as florestas públicas do Brasil.
Desde janeiro de 2023 seu diretor-geral é Garo Batmanian.